# Puromicin
Puromicín je antibiotik iz skupine aminonukleozidov, ki ga proizvaja bakterija Streptomyces alboniger. Za zdravljenje ljudi ni uporaben, saj preprečuje normalno rast človeških celic. Znan je predvsem kot snov, ki je omogočila raziskave poteka sinteze proteinov v celicah. Ta proces puromicin namreč zavira s tem, da se veže na ribosom in preprečuje podaljševanje polipeptidne verige. Proteini tako ne morejo nastati v celoti in celica odmre. Preživijo lahko samo celice, v katere smo umetno vstavili gen za puromicin-N-acetiltransferazo. Zato puromicin raziskovalci uporabljajo kot selekcijski marker za rast takih vrst gojenih celic, ki vsebujejo omenjeni gen.